# Clinocera sinensis
Clinocera sinensis är en tvåvingeart som beskrevs av Yang 1995. Clinocera sinensis ingår i släktet Clinocera och familjen dansflugor.
Artens utbredningsområde är Zhejiang (Kina). Inga underarter finns listade i Catalogue of Life.